# (16804) Bonini
(16804) Bonini (1997 SX15) – planetoida z grupy pasa głównego asteroid okrążająca Słońce w ciągu 3,78 lat w średniej odległości 2,43 j.a. Odkryta 27 września 1997 roku.